# 嵊州西站
嵊州西站是中国浙江省嵊州市的一座甬金铁路货运站，位于长乐镇南部，距离镇中心1公里，初期为货运站，预留客运条件。车站设2台5线，其中包括2条正线。宁波侧设货场一座及综合维修工区一座。货场设装卸线一条，工区设3条岔线。嵊州西站于2023年12月31日开通运营。